# Stacyjka
Stacyjka (Stacyjka. Ballada w 13 obrazach) – polski serial obyczajowo-komediowy w reżyserii Radosława Piwowarskiego, zdjęcia realizowano w latach 2003–2004, premierowy odcinek wyemitowano w TVP 12 września 2004 roku. Zdjęcia plenerowe zrealizowano w Jezioranach pod Olsztynem oraz w Pasłęku koło Elbląga. Okres zdjęciowy rozpoczął się 3 października 2003 roku.

## O serialu
Akcja rozgrywa się w niewielkiej miejscowości na Mazurach – Rogoży, a fabuła dotyczy losów jej mieszkańców.
Rogoży nie ma na mapie, nic tu się nie udaje, nad miasteczkiem ciąży bowiem klątwa rzucona przez ostatnią europejską czarownicę spaloną na stosie. Jej duch nawiedza Rogożę pod postacią niedźwiedzia.
Historię miasteczka opowiada widzom Winicjusz Misiak (Bartłomiej Topa, narrator), filmowiec amator. Od swojego niepełnosprawnego przyjaciela Huby (Rafał Sadowski) dowiaduje się, że do Rogoży ma zamiar przyjechać noblista w dziedzinie literatury – Wolfgang Maretzky. Mieszkańcy miasteczka (m.in. Leon Charewicz, Anna Polony, Krzysztof Stroiński) widzą w tym wielką szansę dla rodzinnej miejscowości. Rozpoczynają więc starania, by odpowiednio przygotować mieścinę na przybycie tak szacownej osobistości. Ostatecznie do miasteczka przyjeżdża młode małżeństwo z Danii – pp. Hansen (Barbara Kałużna, Arkadiusz Janiczek).

## Bohaterowie serialu

### Główne postacie
- Winicjusz Misiak (Bartłomiej Topa) – narrator, filmuje uroczystości rodzinne, marzy o ty, by wyjechać do Hollywood i zostać sławnym filmowcem.
- Ziemowit Szulc (Leon Charewicz) – burmistrz Rogoży.
- Anda Szulc (Katarzyna Figura) – żona burmistrza, farmaceutka, pracuje w aptece, pięknie śpiewa operowo.
- Zofia Wielecka (Anna Polony) – emerytowana nauczycielka, kobieta o zdecydowanym charakterze, inteligentna, oczytana, chętnie pomaga innym, inni liczą się z jej zdaniem.
- Wacław Buczek (Krzysztof Stroiński) – radny, erudyta, znawca literatury i sztuki, zakochany w żonie burmistrza.
- Iga Szulc (Weronika Książkiewicz) – córka burmistrza Szulca z pierwszego małżeństwa, pracuje jako kelnerka, co doprowadza do szału jej ojca (on chciałby, żeby poszła na studia).

### Inni bohaterowie
- Greta Hansen (Barbara Kałużna) – młoda Dunka, która przyjeżdża z mężem do miasteczka zamiast spodziewanego noblisty
- Huba (Rafał Sadowski) – młody chłopak na wózku inwalidzkim, przyjaźni się z Winicjuszem Misiakiem.
- Wyrobkowa (Halina Wyrodek) – radna Koła Kobiet Polskich.
- Marta Liwicz (Aneta Todorczuk-Perchuć) – młoda kobieta porzucona przez męża, ma synka Maksia.
- Szczapek (Jerzy Trela) – alkoholik.
- Miłosz Nowicki (Andrzej Gałła) – właściciel hurtowni i karczmy „Hubertus”.
- Benecki (Piotr Siwkiewicz) – radny, właściciel zakładu pogrzebowego i kwiaciarni
- Henryk Krupa (Andrzej Grabowski) – rolnik, były pracownik PGR.
- Wiesław Więcek (Stanisław Brudny) – jeden z najstarszych mieszkańców Rogoży.
- Wiesław Drożyna (Roman Kłosowski) – miejscowa „złota rączka”.
- Marzena Cicha (Małgorzata Socha) – sprzedawczyni lodów, miłość Winicjusza Misiaka.
- Albin Por (Marek Kalita) – właściciel kablówki „PorKab”.
- Sandra Por (Anna Samusionek) – dentystka, żona Albina.
- Jan Okoń (Bogdan Kalus) – inżynier.
- Fredzia (Jerzy Słonka) – bufetowa w Hubertusie.

## Lista odcinków wraz z obsadą
| Numer odcinka | Tytuł                        | Ekipa aktorska |
| ------------- | ---------------------------- | --- |
| 1             | Przeklęte miejsce            | Katarzyna Ankudowicz, Alan Andersz, Tomasz Budyta, Leon Charewicz, Zofia Czerwińska, Mikołaj Dawidowski, Izabela Dąbrowska, Paweł Deląg, Magdalena Emilianowicz, Katarzyna Figura, Andrzej Gałła, Andrzej Grabowski, Marek Jędrzejczyk, Roman Kłosowski, Joanna Kreft-Baka, Weronika Książkiewicz, Jerzy Matysiak, Sławomir Pacek, Maksymilian Pietrzak, Agnieszka Pilaszewska, Anna Polony, Rafał Sadowski, Piotr Siwkiewicz, Jerzy Słonka, Krzysztof Stroiński, Aneta Todorczuk-Perchuć, Bartłomiej Topa, Jerzy Trela, Halina Wyrodek |
| 2             | Wizyta noblisty              | Barbara Babilińska, Wojciech Billip, Stanisław Brudny, Tomasz Budyta, Leon Charewicz, Zofia Czerwińska, Magdalena Emilianowicz, Katarzyna Figura, Ryszard Francman, Andrzej Gałła, Zofia Jamry, Arkadiusz Janiczek, Marek Jędrzejczyk, Marek Kalita, Barbara Kałużna, Roman Kłosowski, Aleksandra Korycka, Weronika Książkiewicz, Aldona Orman, Sławomir Pacek, Iwo Pawłowski, Maksymilian Pietrzak, Michał Piłat, Anna Polony, Anna Samusionek, Rafał Sadowski, Piotr Siwkiewicz, Jerzy Słonka, Krzysztof Stroiński, Bartłomiej Topa, Jerzy Trela, Halina Wyrodek oraz muzycy (m.in. zespół wokalny Jezioranki) i cheerleaderki |
| 3             | Rekordzista                  | Małgorzata Adamkiewicz, Agnieszka Aleksandrowicz, Barbara Babilińska, Andrzej Bienias, Wojciech Billip, Stanisław Brudny, Leon Charewicz, Zofia Czerwińska, Izabela Dąbrowska, Paweł Deląg, Magdalena Emilianowicz, Żaneta Fiedorow, Katarzyna Figura, Andrzej Fałła, Andrzej Grabowski, Katarzyna Janicka, Arkadiusz Janiczek, Marek Jędrzejczyk, Jan Jurewicz, Bogdan Kalus, Barbara Kałużna, Roman Kłosowski, Teresa Konstant, Joanna Kreft-Baka, Iza Króliczak, Weronika Książkiewicz, Jerzy Matysiak, Sławomir Pacek, Iwo Pawłowski, Agnieszka Pilaszewska, Michał Piłat, Anna Polony, Jolanta Prus, Magdalena Różczka, Rafał Sadowski, Piotr Siwkiewicz, Jerzy Słonka, Krzysztof Stroiński, Ewa Szemplińska, Sylwia Szuwalska, Agnieszka Tomiak, Bartłomiej Topa, Aneta Todorczuk-Perchuć, Jerzy Trela, Elżbieta Wróblewska, Halina Wyrodek |
| 4             | Wizja                        | Katarzyna Ankudowicz, Violetta Arlak, Barbara Babilińska, Leon Charewicz, Zofia Czerwińska, Izabela Dąbrowska, Katarzyna Figura, Andrzej Grabowski, Kazimierz Ignatowicz, Arkadiusz Janiczek, Marek Jędrzejczyk, Bogdan Kalus, Barbara Kałużna, Roman Kłosowski, Aleksandra Korycka, Weronika Książkiewicz, Iwo Pawłowski, Maksymilian Pietrzak, Agnieszka Pilaszewska, Michał Piłat, Anna Polony, Rafał Sadowski, Piotr Siwkiewicz, Jerzy Słonka, Aneta Todorczuk-Perchuć, Bartłomiej Topa, Halina Wyrodek oraz zespół wokalny Jezioranki |
| 5             | Bunt Teresy                  | Alan Andersz, Joanna Brodzka, Leon Charewicz, Mikołaj Dawidowski, Izabela Dąbrowska, Magdalena Emilianowicz, Katarzyna Figura, Andrzej Gałła, Andrzej Grabowski, Marek Kalita, Bogdan Kalus, Barbara Kałużna, Roman Kłosowski, Weronika Książkiewicz, Agnieszka Pilaszewska, Michał Piłat, Anna Polony, Malwina Rak, Rafał Sadowski, Anna Samusionek, Krzysztof Stroiński, Aneta Todorczuk-Perchuć, Bartłomiej Topa, Jerzy Trela |
| 6             | Ludzie telewizji             | Alan Andersz, Wojciech Biedroń, Wojciech Billip, Józef Bojar, Joanna Boruta, Joanna Brodzka, Leon Charewicz, Zofia Czerwińska, Mikołaj Dawidowski, Magdalena Emilianowicz, Katarzyna Figura, Andrzej Gałła, Andrzej Grabowski, Arkadiusz Janiczek, Marek Jędrzejczyk, Marek Kalita, Bogdan Kalus, Barbara Kałużna, Joanna Kreft-Baka, Weronika Książkiewicz, Aldona Orman, Sławomir Pacek, Agnieszka Pilaszewska, Maksymilian Pietrzak, Anna Polony, Eugeniusz Priwieziencew, Malwina Rak, Rafał Sadowski, Anna Samusionek, Mirosław Siedler, Piotr Siwkiewicz, Małgorzata Socha, Krzysztof Stroiński, Aneta Todorczuk-Perchuć, Bartłomiej Topa, Jerzy Trela, Halina Wyrodek |
| 7             | Casting                      | Wojciech Biedroń, Jowita Budnik, Leon Charewicz, Zofia Czerwińska, Magdalena Emilianowicz, Katarzyna Figura, Andrzej Gałła, Andrzej Grabowski, Elżbieta Gruca, Zofia Jamry, Elżbieta Kaczmarska, Marek Kalita, Barbara Kałużna, Teresa Konstant, Iza Króliczak, Weronika Książkiewicz, Sławomir Pacek, Anna Polony, Marzena Popowska, Dominika Rawa, Małgorzata Roszkowska-Kazała, Magdalena Różczka, Rafał Sadowski, Anna Samusionek, Małgorzata Socha, Krzysztof Stroiński, Natalia Szyguła, Aneta Todorczuk-Perchuć, Bartłomiej Topa, Elżbieta Wróblewska, Aniela Złotucha |
| 8             | Premiera                     | Wojciech Biedroń, Joanna Brodzka, Leon Charewicz, Zofia Czerwińska, Paweł Deląg, Magdalena Emilianowicz, Katarzyna Figura, Andrzej Gałła, Andrzej Grabowski, Zofia Jamry, Arkadiusz Janiczek, Marek Jędrzejczyk, Marek Kalita, Bogdan Kalus, Barbara Kałużna, Roman Kłosowski, Joanna Kreft-Baka, Weronika Książkiewicz, Sławomir Pacek, Agnieszka Pilaszewska, Michał Piłat, Anna Polony, Eugeniusz Priwieziencew, Rafał Sadowski, Anna Samusionek, Jerzy Słonka, Małgorzata Socha, Sylwia Stankiewicz, Krzysztof Stroiński, Aneta Todorczuk-Perchuć, Bartłomiej Topa, Jerzy Trela, Halina Wyrodek |
| 9             | Powrót taty                  | Alan Andersz, Katarzyna Ankudowicz, Mateusz Arnista, Joanna Brodzka, Leon Charewicz, Zofia Czerwińska, Mikołaj Dawidowski, Piotr „Gustaw” Dziwulski, Andrzej Gałła, Andrzej Grabowski, Marek Jędrzejczyk, Marek Kalita, Bogdan Kalus, Roman Kłosowski, Joanna Kreft-Baka, Weronika Książkiewicz, Jerzy Matysiak, Agnieszka Pilaszewska, Michał Piłat, Anna Polony, Malwina Rak, Rafał Sadowski, Piotr Siwkiewicz, Jerzy Słonka, Małgorzata Socha, Krzysztof Stroiński, Aneta Todorczuk-Perchuć, Bartłomiej Topa, Jerzy Trela, Paweł Wawrzecki, Halina Wyrodek |
| 10            | Rycerze i dziewice           | Katarzyna Ankudowicz, Joanna Brodzka, Leon Charewicz, Zofia Czerwińska, Maciej Damięcki, Anna Dereszowska, Katarzyna Figura, Bogdan Kalus, Roman Kłosowski, Weronika Książkiewicz, Sławomir Pacek, Maksymilian Pietrzak, Agnieszka Pilaszewska, Michał Piłat, Anna Polony, Malwina Rak, Rafał Sadowski, Jerzy Słonka, Małgorzata Socha, Krzysztof Stroiński, Michał Taran, Dariusz Toczek, Aneta Todorczuk-Perchuć, Bartłomiej Topa, Jerzy Trela |
| 11            | Kosmitki i Ziemianie         | Alan Andersz, Leon Charewicz, Mikołaj Dawidowski, Izabela Dąbrowska, Paweł Deląg, Katarzyna Figura, Andrzej Grabowski, Barbara Kałużna, Arkadiusz Janiczek, Marek Jędrzejczyk, Roman Kłosowski, Weronika Książkiewicz, Sławomir Pacek, Anna Polony, Magdalena Różczka, Rafał Sadowski, Jerzy Słonka, Małgorzata Socha, Michał Taran, Dariusz Toczek, Aneta Todorczuk-Perchuć, Bartłomiej Topa, Jerzy Trela |
| 12            | Milczenie krów               | Alan Andersz, Leon Charewicz, Zofia Czerwińska, Mikołaj Dawidowski, Izabela Dąbrowska, Paweł Deląg, Katarzyna Figura, Andrzej Gałła, Andrzej Grabowski, Arkadiusz Janiczek, Marek Jędrzejczyk, Marek Kalita, Barbara Kałużna, Roman Kłosowski, Jerzy Kreft-Baka, Weronika Książkiewicz, Sławomir Pacek, Anna Polony, Anna Samusionek, Piotr Siwkiewicz, Jerzy Słonka, Małgorzata Socha, Krzysztof Stroiński, Marcin Sztabiński, Aneta Todorczuk-Perchuć, Bartłomiej Topa, Jerzy Trela, Halina Wyrodek |
| 13            | Czy Mickiewicz był Polakiem? | Alan Andersz, Leon Charewicz, Zofia Czerwińska, Mikołaj Dawidowski, Maciej Damięcki, Izabela Dąbrowska, Katarzyna Figura, Arkadiusz Janiczek, Barbara Kałużna, Roman Kłosowski, Weronika Książkiewicz, Jerzy Matysiak, Leon Niemczyk, Wojciech Orzechowski, Sławomir Pacek, Anna Polony, Eugeniusz Priwieziencew, Rafał Sadowski, Jerzy Słonka, Krzysztof Stroiński, Aneta Todorczuk-Perchuć, Bartłomiej Topa, Jerzy Trela |

## Informacje dodatkowe
- W zamierzeniu twórców serialu Stacyjka nawiązywać miała klimatem do innej produkcji – Przystanek Alaska.
- Utwory śpiewane przez serialową bohaterkę nagrała śpiewaczka operowa Małgorzata Walewska.
- W serialu tym Iwo Pawłowski i Jerzy Słonka zagrali żeńskie role.